# رودني غونتر
رودني غونتر (بالإنجليزية: Rodney Gunter)‏ هو لاعب كرة قدم أمريكية أمريكي، ولد في 19 يناير 1992 في ليك هاميلتون في الولايات المتحدة.

## وصلات خارجية
- رودني غونتر على موقع مرجع كرة القدم المحترفة.كوم (الإنجليزية)